# Гран при сајклисте де Монтреал
Гран при сајклисте де Монтреал (фр. Гран при сајклисте де Монтреал), друмска је једнодневна трка, која се одржава у канадском граду Монтреал, у провинцији Квебек. Трка је кружна, старт и циљ су у парку Монт Ројал. Први пут је одржана 2010. године, а од тада се одржава сваке године почетком септембра, два дана након трке Гран при сајклисте де Квебек; једине су ворлд тур трке из Канаде, а заједно су познате као Класици Лаурентијан, по ријеци Сен Лорен.
Укупна дужина трке је 219,6 km, а вози се 18 кругова, по 12,2 km. На истој рути, вожено је Свјетско првенство 1974. на којем је побиједио Еди Меркс, као и друмска трка на Олимпијским играма 1976. Трка Гран при де Америка, која је била дио Свјетског друмског купа од 1989. до 1992. вожена је на сличној рути.
Први побједник трке је Роберт Хесинк, док је Сајмон Геранс 2014. постао први возач који је освојио обје трке исте године. Мајкл Метјуз је 2018. постао други возач који је освојио обје трке исте сезоне, док је Грег ван Авермат рекордер са двије побједе. Први пут није одржана 2020. због пандемије ковида 19.

## Историја

### 2010—2015: Почеци
Трка је основана 2010. са циљем да подржи развој друмског бициклизма у Канади, као и да подржи локалне бициклисте и бициклизам у региону, а организацију помажу Влада Канаде, Влада Квебека, градови Квебек и Монтреал, Национална комисија за ратишта, Туристички биро Квебека, Туристичка организација Монтреала и Квебекор. Од самог оснивања, обје трке су постале дио UCI про тура, као и UCI ворлд тура, који је замијенио Про тур од 2011. Првобитно је планирано да трке у Монтреалу и Квебеку мијењају ред у календару сваке друге године, али се одустало од тога.
Прва трка одржана је 12. септембра 2010. године, као последња трка у про туру. Побиједио је Роберт Хесинк, који је дошао на циљ четири секунде испред четворочлане групе коју је одспринтао Петер Саган, док је Рајдер Хеседал завршио на трећем мјесту. Године 2011. Руи Коста је напао на последњем успону, пратио га је Пјерик Федриго, а у спринту је побиједио Коста; Филип Жилбер је завршио на трећем мјесту, двије секунде иза. Године 2012. Ларс Петер Нордо је напао на километар до циља, а пратили су га Морено Мозер и Александар Колобнев; Мозер је напао на 500 метара до циља, али га је Нордо пратио и побиједио, док је Колобнев завршио на трећем мјесту.
Године 2013. Саган је напао на 5,5 km до циља, достигао је Хеседала, који је већ био у бијегу и остварио је соло побједу, четири секунде испред Симонеа Понција, док је Хеседал по други пут завршио на трећем мјесту. Године 2014. Сајмон Геранс је побиједио у спринту, испред Косте и Тонија Галопена, поставши тако први возач који је освојио трке у Квебеку и Монтреалу исте године. Тим Веленс је освојио трку 2015. побиједивши Адама Јејтса у спринту, док је Руи Коста завршио на трећем мјесту, двије секунде иза.

### 2016—2024: Доминација странаца
Године 2016. Коста је био у нападу до 500 метара до циља, када је Саган почео да спринта, али га је у спринту побиједио Грег ван Авермат, док је Дијего Улиси завршио на трећем мјесту. Године 2017. Улиси, Галопен, Хесус Ерада, Том Јелте Слагтер, Јан Бакеланс и Бауке Молема су напали на 16 km до циља; Саган и Ван Авермат су маркирали један другога и бјегунци су стекли предност од неколико секунди. Након нових напада, Галопен и Молема су отпали, док је у спринту Улиси побиједио испред Ераде и Слагтера.
Мајкл Метјуз је 2018. постао други возач који је освојио обје трке у Канади исте године, након Геранса; побиједио је у спринту испред Сонија Колбрелија и Ван Авермата. Године 2019. Ван Авермат је побиједио у спринту испред Улисија и Ивана Гарсије Кортине, поставши тако први возач који је трку освојио два пута.
Године 2020. трка по први пут није одржана, због пандемије ковида 19; у марту је цијела сезона прекинута, а почетком маја,  је објавио нови календар, по којем је Тур де Франс помјерен за септембар, а датум за трке у Канади је остао исти. Организатори су првобитно објавили да ће се обје трке у Канади одржати у планираном датуму и да се надају да ће привући доста квалитетних возача упркос преклапању са Тур де Франсом, али су у јулу објавили да се трке неће одржати јер не могу да гарантују безбједност учесницима и сигурно окружење. Године 2021. трка поново није одржана због пандемије ковида 19, а најављено је да ће се вратити 2022. Године 2022. трка је одржана послије двије године паузе и вожена је истог дана када и последња етапа Вуелта а Еспање. У последњем кругу, одвојила су се петорица возача, а у спринту је побиједио Тадеј Погачар испред Ваута ван Арта. Године 2024. Погачар је напао на 23 km до циља, што је покушао да прати Матео Јоргенсон али је брзо отпао и достигла га је група. Возачи у групи су се гледали међусобно, нико није хтио да ради и Погачар је стекао 20 секунди предности. На 15 km до циља, Жилијен Алафилип је напао, што је пратио Алекс Аранбуру, а затим су их достигли Пељо Билбао и Барт Лемен. Погачар је повећао предност на преко 40 секунди, а Билбао је напао из групе иза и одвојио се од осталих возача, које је затим достигла већа група. Погачар је освојио трку по други пут, чиме се изједначио по броју побједа са Ван Аверматом, док је Билбао завршио на другом мјесту, 24 секунде иза. У спринту групе је побиједио Алафилип и завршио је на трећем мјесту.

## Рута
За разлику од већине других једнодневних трка, Гран при сајклисте де Монтреал је кружна трка, састоји се од 18 кругова по 12,2 km. У сваком кругу возе се преко три успона: Коте Камилијен—Уд, који је дуг 1,8 km, са просјечним нагибом од 8%; Коте се ла Политехника, који је дуг 780 m, са просјечним нагибом од 6% к Авенија ди Парк, који је дуг 560 m, са просјечним нагибом од 4%, гдје је и циљ трке, а укупна дужина успона је 4,000 метара.

## Списак побједника
Побједници
- 2024.  Тадеј Погачар
- 2023.  Адам Јејтс
- 2022.  Тадеј Погачар
- 2021. Није било трке
- 2020. Није било трке
- 2019.  Грег ван Авермат
- 2018.  Мајкл Метјуз
- 2017.  Дијего Улиси
- 2016.  Грег ван Авермат
- 2015.  Тим Веленс
- 2014.  Сајмон Геранс
- 2013.  Петер Саган
- 2012.  Ларс Петер Нордо
- 2011.  Руи Коста
- 2010.  Роберт Хесинк

### Вишеструки побједници
| Позиција | Возач            | Број побједа | Године     |
| -------- | ---------------- | ------------ | ---------- |
| 1.       | Грег ван Авермат | 2            | 2016, 2019 |
| 1.       | Тадеј Погачар    | 2            | 2022, 2024 |

### Побједе по државама
| Позиција | Држава     | Број побједа |
| -------- | ---------- | ------------ |
| 1.       | Белгија    | 3            |
| 2.       | Аустралија | 2            |
| 2.       | Словенија  | 2            |
| 4.       | Холандија  | 1            |
| 4.       | Португал   | 1            |
| 4.       | Норвешка   | 1            |
| 4.       | Словачка   | 1            |
| 4.       | Италија    | 1            |
| 4.       | УК         | 1            |